# Idrossido di tetrametilammonio
L’idrossido di tetrametilammonio (TMAH o TMAOH) è un sale di ammonio quaternario.
È usato come surfattante nella preparazione del ferrofluido, per prevenire l'agglomerazione.